# HX 84船隊
HX 84船隊在第二次世界大戰的大西洋海戰間是HX北大西洋護航隊的其中一支。它包含了38艘商船，他們於1940年10月28日，在武裝商業巡洋艦傑維斯灣號的陪同下，從哈利法克斯、新斯科細亞、加拿大向東航行至利物浦及英格蘭。

## 行動
1940年11月5日，德軍袖珍戰艦希爾海軍上將號發現了這隻護航隊於50°30′N 32°00′W / 50.500°N 32.000°W並馬上發動了攻擊。E.S.F.費根將軍的傑維斯灣號突擊攻擊並試圖拖延希爾海軍上將號的注意，好讓整個護航隊能夠逃離。傑維斯灣號很快就被擊沉，船上的190名船員也與其共同葬身海底。然而，他們的犧牲卻給了護航隊撤離的時間，並讓更多武裝商業巡洋艦逃走。
少女號、特李威拉德號、坎班頭號、比佛福特號和弗雷斯諾號被擊沉，油輪聖德梅特里奧號受損，但他們的犧牲卻成功讓其他船隻逃脫。聖德梅特理歐號被她的船員放棄，但在兩天後，一些她的船員在救生船上卻仍然看見聖德梅特里奧號，仍在燃燒。他們重新登上船並重新啟動引擎，將她駛回港口。這起事件不久後被拍成影片聖德梅特里奧號 倫敦。